# Hannó el Navegant

La ruta d'Hannó el Navegant.

Hannó el Navegant (Ἄννων) fou un navegant cartaginès sota el nom del qual queda constància d'un Periplus (περίπλους) conegut per El periple de Hannó, un breu relat d'un viatge a una part d'Àfrica.

## El periple
La història de les aventures de Hannó, fou originalment gravada en llengua púnica sobre una tauleta de pedra que es va perdre quan els romans van arrasar Cartago el 146 a.C., per sort havia estat traduïda al grec amb el títol de El periple de Hannó. L'autor de l'obra és desconegut i Hannó i els altres navegants no poden ser fixats en cap època especial.
L'obra descriu una expedició per tal de colonitzar la costa a l'oest de l'estret de Gibraltar i un viatge al que probablement és el riu Senegal.
En l'obra, Hannó diu que fou enviat al viatge pels seus conciutadans per arribar fins a les Columnes d'Hèrcules i fundar ciutats libiofenícies, i que el va iniciar amb 60 penteconteres i fins a 30.000 homes i dones amb les provisions necessàries. Com que els fenicis navegaven sempre a vista de terra, és probable que viatgessin resseguint la costa africana, permetent a grups de colons desembarcar cada dos dies més o menys. Es van fundar fins a vuit colònies, la primera a Lixus i l'última a Mogador. Al seu retorn, va dedicar la narració inscrita en tauletes al temple de Cronos.

## El relat dels autors clàssics
El text va ser documentat per Heròdot, Plini el vell i Flavi Arrià.
Plini diu que Hannó va iniciar el viatge quan Cartago estava "en la condició més florida (Punicis rebus florentissimis, Carthaginis potentia florente)" i com que és anomenat dux o imperator per Solinus, cal considerar que fou sufet (magistrat).
Heròdot, per la seva part, menciona el viatge a un del llibres de la seva Història, posant en dubte que Hannó hagués circumnavegat Àfrica.

## L'anàlisi modern de la ruta
El Periplos grec és suposadament una versió de les tauletes púniques. Aquesta vaguetat fa que l'expedició es pugui situar entre el segle vi aC i el segle ii aC. Molts autors consideren Hannó del segle vi aC (vers 570 aC) i d'altres el consideren el pare d'Hamílcar, època en què els cartaginesos van fer viatges semblants. El nombre de trenta mil colons no és possible, i molts dels llocs esmentats en el relat són impossibles de localitzar i en part són fabulosos; tot i així, sembla probable que un viatge a la costa africana fos iniciat pels fenicis en alguna època sense poder determinar on van arribar, tot i que s'especula que fins a l'illa de Bioko (l'antiga Fernando Poo) i Camerun.